# Дубелир, Григорий Дмитриевич
Григо́рий Дми́триевич Дубели́р (20 августа (1 сентября) 1874, Санкт-Петербург — 10 сентября 1942, Янгиюль, Ташкентская область, ныне Узбекистан) — российский учёный, специалист по городскому планированию. В 1910-е годы выполнил пионерские исследования по адаптации городской планировки к неизбежному резкому увеличению количества автомобилей.

## Биография
Родился в Санкт-Петербурге в семье военного врача.
В 1898 году окончил Петербургский институт инженеров путей сообщения. За смелый и оригинальный дипломный проект «Строительство метрополитена в Москве» был удостоен особой премии.
После окончания работает инженером на строительстве ж/д моста через р. Пахра, помощником заведующего трамвайным отделом в Электротехническом обществе «Унион», принимает участие в строительстве первых электрифицированных подъездных путей Российской империи (ныне Польша): Лодзь — Згерж, Лодзь — Пабьянице, в проектировании трамвая в городах Царицын и Смоленск.
В 1904 году был принят на работу в Киевский политехнический институт. Так как он не имел звания профессора, то институт принял его на должность штатного преподавателя, исполняющего обязанности экстраординарного профессора. При этом ему было поставлено условие защиты диссертации в двухлетний срок. Занимался вопросами городского планирования, в частности, оптимизацией сети автомобильных дорог. В 1910 и в 1912 годах издал две книги — «Планировка городов» и «Городские улицы и мостовые» — ставшими основополагающими трудами в данной области исследований. Совместно с выдающимися немецкими градостроителями Йозефом Штюббеном и Теодором Гекке, а также главным архитектором Хельсинки Бертелем Юнгом в 1913 году участвовал в жюри конкурса проектов расширения Ревеля. Именно он, хорошо представляя сущность городского движения, настоял на исключении идеи подземного движения из программы конкурса. История доказала правильность этого решения: метро в Таллине не было построено и нужды в нём так и не возникло. Много занимался практической деятельностью. В частности, вместе с архитектором Павлом Алёшиным в 1918 году составил проект планировки Мурманска.
С 1916 года был профессором Петербургского института инженеров путей сообщения, с 1930 — Ленинградского автодорожного института, c 1940 — Московского автодорожного института. Участвовал в работе Объединения архитекторов-урбанистов (АРУ).
После Октябрьской революции более не занимался градостроительством и сконцентрировался на исследованиях, посвящённых качеству дорожного покрытия.
Был членом комиссии ГОЭЛРО. Один из авторов раздела об электрификации транспорта, разрабатывал вопрос перевода железных дорог Западной Сибири на электрическую тягу.
1920—1923 годы — председатель Высшего технического комитета НКПС (продолжал членство в комитете до 1931 г.). Внес большой вклад в восстановление работы железнодорожного транспорта после Гражданской войны и в дальнейшее развитие его техники. В работе «Ближайшие задачи электрификации железных дорог» (1923 г.) высказал ряд научных соображений о принципах дальнейшего развития электрической тяги.
Впервые в России предложил технические требованию к дорожному покрытию. В 1938 году впервые составил технические условия для строительства дорог и мостов.
В последние годы жизни работал на автодорожном факультете Московского института инженеров транспорта (МИИТ), в Ленинградском автомобильно-дорожном институте (ЛАДИ. Закрыт в 1940 г.). С 1941 года — проректор Московского автодорожного института (МАДИ).
Умер в эвакуации в Янгиюле.

## Труды
- Основные принципы проектирования плана и профиля железных дорог с электрической тягой. (Первая научная работа. Труды Комиссии по рассмотрению вопросов о применении электрической тяги на путях сообщения; № 6, 1904).
- Городские электрические трамваи. 1908 г.
- Планировка городов, Санкт-Петербург, 1910
- Городские улицы и мостовые, Киев, типография Пономарева, 1912, 407 с.
- Грунтовые дороги, их постройка и уход за ними. СПб., 1912 (2-е изд. Киев, 1914).
- Эксплуатация автогужевых дорог, Ленинград, 1934 (в соавторстве).
- Основы проектирования автомобильных дорог, т. 1—2, Москва, 1938—39 (в соавторстве).